# الظوهار العليا (السياني)

تعديل مصدري - تعديل

الظوهار العليا هي إحدى قرى عزلة العربيين بمديرية السياني التابعة لمحافظة إب، بلغ تعداد سكانها 275 نسمة حسب تعداد اليمن لعام 2004.